# Cylindrepomus grammicus
Cylindrepomus grammicus är en skalbaggsart som beskrevs av Francis Polkinghorne Pascoe 1860. Cylindrepomus grammicus ingår i släktet Cylindrepomus och familjen långhorningar.
Artens utbredningsområde är Sulawesi. Inga underarter finns listade i Catalogue of Life.